# William Tuke
Pour les articles homonymes, voir Tuke.
William Tuke (24 mars 1732 – 6 décembre 1822) est un homme d'affaires, philanthrope et quaker anglais. Il a joué un rôle prépondérant dans le développement de méthodes plus humaines dans la garde et les soins des personnes atteintes de troubles mentaux, une approche qui est devenue connue sous le nom de traitement moral. C'est une personnalité importante dans la fondation de La Retraite à Lamel Hill en York, un endroit pour traiter des problèmes de santé mentale.
Tuke et son épouse Esther Maud sont d'ardents défenseurs d'une plus stricte observance des principes Quaker dans le cadre de la Société religieuse des Amis. Il passe une grande partie de sa vie à travailler pour améliorer la vie des autres et il est  abolitionniste, patron de la British and Foreign Bible Society et en opposition aux pratiques inhumaines de la Compagnie britannique des Indes orientales. Cependant, son plus grand travail porte sur l'amélioration du traitement des malades mentaux par le biais d'un certain nombre de nouvelles méthodes plus "douces", dont les prémices de la thérapie par l'animal.

## Enfance
William Tuke est né le 24 mars 1732 à York, dans une famille Quaker. Son père, Samuel, est mort quand Tuke avait 16 ans. Sa mère, Ann, meurt sept ans plus tard. Tuke fréquente un pensionnat durant deux à trois ans, puis il poursuit des études de théologie. À l'âge de 14 ans, il commence un apprentissage dans le commerce du thé en gros de sa tante, dont il hérite lorsque celle-ci meurt en 1752.
Tuke épouse Elizabeth Hoyland en 1754 et ils ont quatre enfants. Elizabeth meurt en donnant naissance à leur cinquième enfant et Tuke se remarie avec Esther Maud en 1765. Tuke et sa femme sont très impliqués dans la Société religieuse des Amis et plaident pour une exécution plus stricte des principes quakers. Pendant cinquante ans, il se rend à Londres pour la rencontre annuelle quaker, tout en restant impliqué dans l'entreprise familiale aux côtés de son fils aîné et partenaire d'affaires, Henry Tuke.

## La Retraite
En 1791, William Tuke est ému par un incident impliquant Hannah Mills, une veuve quaker mélancolique, qui est morte subitement à l'asile de fous d'York. Bien que la cause de son décès soit déterminée, des mauvais traitements sont suspectés, et les gestionnaires avaient interdit toute visite à Mills. Ann, la fille de Tuke, a proposé l'idée d'une institution psychiatrique dirigée par les Quakers pour leurs propres membres. À la réunion de la Société des Amis, en mars 1792, Tuke présente son plan pour ceux qui ont « travaillé sous la plus affligeante dispensation – la perte de la raison ». Cependant, la proposition est accueillie avec une vive opposition. Certains membres estiment que la création d'une telle institution est inutile, tandis que d'autres disent qu'elle outrepasse la compétence de la communauté Quaker. Une petite minorité de soutiens inclut Henry Tuke, le fils de William  et le grammairien Lindley Murray.
Lors d'une visite au St Luke's Hospital for Lunatics de Londres, Tuke observe les conditions épouvantables dans lesquelles les patients sont maintenus. Il a été particulièrement touché par une patiente nue, qui avait été enchaînée à un mur. Tuke estime que l'abus n'était pas le résultat de cruelles intentions, mais plutôt d'un manque d'alternatives efficaces.

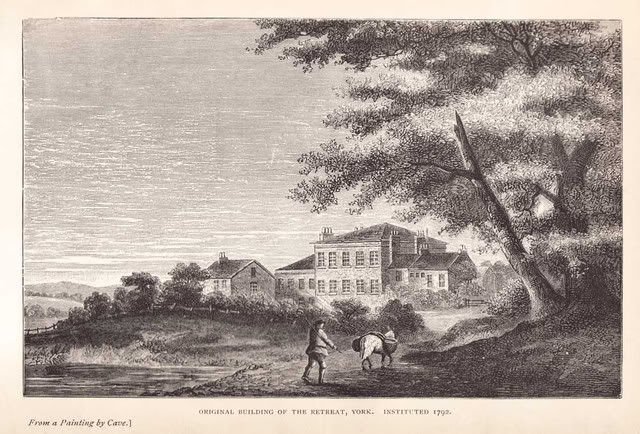
Le bâtiment d'origine de la Retraite d'York Retreat, vers 1796.

En 1795, le soutien financier et social de la communauté est encore limité. La Société des Amis approuve finalement ce plan quand Lindley Murray suggère une levée de fonds. Tuke achète un terrain de 11 acres et travaille en étroite collaboration avec l'architecte londonien John Bevans pour réaliser sa vision pour le nouvel asile. Contrairement à d'autres institutions de l'époque, la Retraite d'York est équipée de couloirs longs et spacieux qui permettent aux patients de se promener, même quand ils ne peuvent pas aller à l'extérieur. Un mois après l'arrivée des premiers patients en juin 1796, la mort inattendue du surintendant Timothy Maud force Tuke à gérer lui-même la Retraite.
William Tuke autorise ses médecins à faire leurs propres observations. Les saignées et d'autres remèdes traditionnels sont abandonnés au profit de méthodes plus douces, telles que les bains chauds pour les patients atteints de mélancolie. Tuke est persuadé que la santé physique et mentale sont inextricablement liés, et souligne l'importance d'une bonne alimentation et de l'exercice. Il cherche à faire appel à la raison, non à la peur, et limite l'utilisation de la contention physique. Les patients sont encouragés à se sentir à l'aise et prennent souvent des emplois comme la couture et le tricot. En proposant aux malades mentaux de s’occuper d’animaux il va s’apercevoir qu’ils peuvent se concentrer et se responsabiliser. 
L'approche est largement raillée au premier abord, et William Tuke note que « Tous les hommes semblent me déserter ». Cependant, elle est devenue célèbre dans le monde entier comme un modèle d'approches plus humaines et fondées sur la psychologie.

## Autres activités
Outre La retraite, Tuke aide à fonder trois écoles quaker. La famille Tuke continue à diriger l'une d'elles jusqu'en 1812, et 500 étudiants y ont étudié à ce moment.
Tuke s'investit dans la British Bible Society. Il fait campagne contre l'esclavage et soutient l’abolitionniste William Wilberforce à l'élection parlementaire de 1806 dans le Yorkshire.
Tuke est également l'une des rares voix britanniques à s'opposer à l'impact inhumain de la Compagnie britannique des Indes orientales sur d'autres pays. Il souscrit à l'African Institution, visant à créer un refuge viable et civilisé pour les esclaves libérés en Sierra Leone
Tuke a fourni d'autres preuves de maltraitances et d'abus à l'asile d'York en mai 1815, ce qui a conduit à de nouvelles enquêtes et au vote du County Asylums Act en 1828.

## Mort
Tuke reste investi dans la Retraite jusqu'à sa cécité à l'âge de 82 ans. Il décède le 6 décembre 1822.

## Héritage
Quatre membres de la famille de Tuke poursuivent des actions philanthropiques similaires. Son fils Henry (1755–1815) est le cofondateur de la Retraite d'York. Le fils d'Henry, Samuel Tuke (1784–1857), rédige un rapport sur la Retraite et popularise les principes du traitement moral. Le fils de Samuel, James Hack Tuke, aide également à diriger la Retraite, tandis que son frère, Daniel Hack Tuke, coécrit A Manual of Psychological Medicine (1858) et devient un médecin reconnu et expert en troubles mentaux.